# Eulepidotis hebe
Eulepidotis hebe là một loài bướm đêm trong họ Erebidae.